# Filon iz Biblosa
Filon iz Biblosa, poznat i kao Herenije Filon (Herennius Philo, oko 64. – 141.) bio je grčki filolog, leksikograf i povjesničar. Napisao je nekoliko knjiga, koje su danas poznate tek po fragmentima, odnosno skraćenim verzijama koje citiraju kasniji autori. Od njih je najpoznatija Fenička povijest, koju citira Euzebije od Cezareje i koja predstavlja najopsežniji izvor o drevnoj feničkoj religiji. Po Euzebiju, Filon je uspio dešifrirati i prevesti drevnu feničku knjigu Sanchuniaton. Suvremeni povjesničari smatraju da je Euzebije promijenio izvorni Filonov tekst iz vjerskih razloga.

## Vanjske poveznice
- Philo Byblius (njem.)